# Miconia retusa
Miconia retusa är en tvåhjärtbladig växtart som beskrevs av Pilg.. Miconia retusa ingår i släktet Miconia och familjen Melastomataceae. Inga underarter finns listade i Catalogue of Life.